# 大和民族
大和民族（やまとみんぞく）は、日本列島の住民のおよそ95%を占める民族である。ほとんどが日本語を母語とし、和人（わじん）とも呼ばれる。日本列島の住民のうち、古代のヤマト王権や中世から近世の武家政権の勢力の下にあった人々を大和民族とし、近世以降、徐々に幕藩体制下に組み込まれた奄美群島、琉球諸島の琉球諸語を話していた住民を琉球民族、北海道周辺のアイヌ語を話していた住民をアイヌ民族とする考え方もあり、これらを総合して民族を指す場合は日本民族と呼称する場合もある。

## 概要

### 起源
大和民族は、弥生時代に大和（奈良盆地の南東部）を本拠地として形成されたヤマト王権（大和朝廷）の勢力を由来とする。王権支配の拡大に伴い一地域名であった「大和」が日本を広く指す呼称となり、民族名ともなった。ただし、ヤマト王権の成立過程は現段階でも明らかになっておらず、謎も多い。
大和民族の形成当初は九州南部の隼人や、東北以北の蝦夷が異民族とされていた。しかし彼らは中世以前に大和民族と完全に同化している。琉球諸島の住民は中世に独自の王朝を築いた歴史を持ち、日清両属状態を解消して完全に日本に組み込まれたのが明治になってからであるため今でも文化的異質性が残っている。

### 呼称
中国の『三国志』における「魏志倭人伝」（『三国志』魏書東夷伝倭人条）では、邪馬臺國の親魏倭王卑弥呼は、約30の国からなる倭国の都としてここに住居していたとしている。なお、現存する三国志の版本では「邪馬壹國」と表記されているが、晩唐以降の写本で誤写が生じたものとするのが通説である。現代人の著作の多くは、それぞれ「壱」「台」で代用しているので、本稿でも「邪馬台国」「やまとこく/やまたいこく」と表記する。古くは中国より「倭」と呼ばれ、大和民族も「倭人」と書いて「ワジン」と自称したり、また「倭」を「ヤマト」と訓じるなどしていたが、やがて「倭」の表記は廃れ、代わりに「大和」の表記が一般的となった。

## 生物学的考察
詳細は日本人#遺伝子を参照。

## 分布

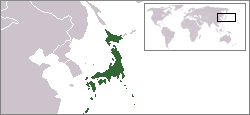
日本列島の位置

大和民族は、主に日本列島に居住して、日本国の社会で多数派を形成する民族である。日本国は民族別の統計を詳細に取っていないため厳密には不明である。参考になる数値としては、日本の外国人（日本国籍を持たない者）が日本の人口全体に占める割合は2.24%（2019年）ほどである が、この数値は血統的に大和民族であっても外国籍ならば外国人と数えられ、逆に大和民族の血を引いていなくても日本国籍を取得していれば日本人と数えられるので、僅かばかり誤差が出る。その他、2014年に生まれた日本国内の新生児は、3.4%が、両親、もしくは片親が外国人という調査がある。この調査はアイヌも日本人として数えられており、また沖縄県住民を琉球民族とする立場もあるので、参考値である。
日本以外には、移民（日系人）としてブラジルを始めとするラテンアメリカ諸国、アジア、ヨーロッパ、アメリカ合衆国など世界中に分布した。現在、彼らは日系ブラジル人や日系アメリカ人として、それぞれの国の少数民族として暮らしている。
大日本帝国時代には大日本帝国が台湾と朝鮮半島を領有・南洋諸島（マリアナ・パラオ他）を委任統治し、さらにアジアや南太平洋の各地に進出して分布域を広げたことにより、それら外地に一定の社会基盤を築いていったが、太平洋戦争が終結した後、日本政府統治地域（内地）へ帰っていった。
終戦の混乱によって本人の意思に関係なく、現地に残った人々が存在する。彼らの中には中国残留日本人となったり、またインドネシア独立戦争などに参加した残留日本兵などがいるが、そのほとんどは現在高齢化している。
1945年以前に日本が領有した地域の中では、樺太やパラオ共和国などに小規模ながら残留日本人の共同体が現存する。

## 言語

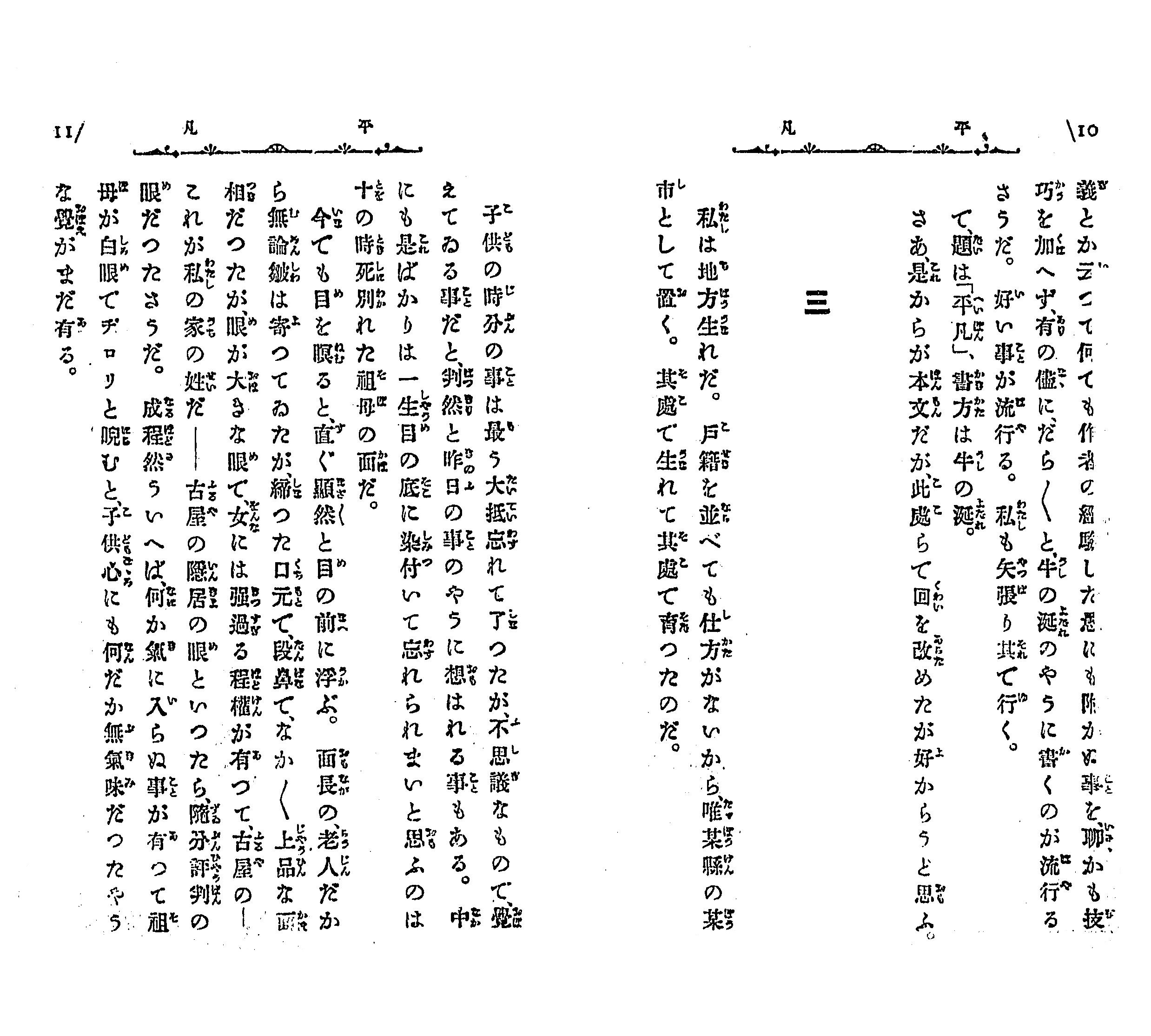
日本語の文章

### 起源
日本の有史以前から、大和民族は日本語を話してきたと考えられている。この場合における「日本語」とは邪馬台国から上代、中古、中世、近世を経て現代日本語（標準語）に至るまでの一連の流れを指す。
日本の領域で話し、または話された事のある言語のうち、この概念から外れるものとしては、北方民族（アイヌ、ウィルタ、ニヴフ等）が話す北方諸語、奄美群島や琉球諸島の民族が話す琉球諸語がある。
日本語と琉球諸語はともに日琉語族（日本語族）に属する。日琉語族と他の言語・語族との系統関係は未だ明らかにされていない。

### 歴史
古代に語彙面で中国語の大きな影響を受け、漢語が大量に入り込んだ。語彙ほどではないが、拗音や語頭ラ行音・語頭濁音・母音連続の許容等、音韻面で受けた影響も少なくない。近世前期までは京都方言、近世後期には江戸方言が中央語の位置にあったが、端部の相互距離が比較的長い日本列島の地理的条件もあって、近代以前は一部地方で他地方と意思疎通に困難を来すほどの方言差があった。現在では学校教育による標準語教育や、全国メディア等による共通語の普請もあって、異なる方言話者の間でも意思疎通に大きな問題を生じることは少なくなってきている。

#### 琉球諸語
なお、日本の中でも奄美群島と沖縄県の大半（旧琉球王国領域）で話されている伝統的な言語である琉球語は、音韻・語彙がそれ以外の現代日本語とは大きく異なり口頭での意思疎通は難しい。ただし、その琉球語も研究により上代から中古、中世までの日本語の影響を色濃く残している事が判明している。琉球語の祖先に相当する琉球祖語は日本祖語と非常に近く、あるいはほぼ同一（日琉祖語）と考えられている。
奄美群島や琉球諸島の言語も地域差が非常に大きく、しばしば諸言語の集合「琉球諸語」と捉えられる。
ただし琉球（諸）語も日本語と同系統の言語であり、日琉語族に入れる。一方、日本国内で話されてきた言語としては、他にアイヌのアイヌ語があるが、非常に近い場所で話されてきたにもかかわらず、アイヌ語と日本語は、単語の借用を除き、類似性がほとんど認められず、全く別の言語である。

### 表記
表記については、漢字が伝わる以前の独自の文字は現在まで見つかっていない。絵文字とも思われる模様が刻まれた土器が発見された事例はあるが、発掘例も少ないため、文字と呼べるだけの規則性は見受けられないとされている。
漢字の伝来後はこれを表記に用い、後に、漢字を大幅に崩すことで、音節文字の一種である平仮名、片仮名が成立した。これまで全て漢字や万葉仮名で記述されていた日本語をそのまま文章にすることが可能となり、日本文学が発生・発展した。中世には現在の日本語の書き言葉の原型となる和漢混淆文が成立し、日本語は漢語と和語を織り交ぜた自在な表現力を得た。
日本語は多種の文字を組み合わせるという複雑な表記体系を持つが、近現代において日本人の識字率は極めて高い。近世の大和民族は、世界的に見ても識字率が高い民族であった。仮名や簡単な漢字を読むことは江戸時代の庶民の間では常識の域に属し、庶民層を対象にした盛んな出版活動がなされた。江戸時代に日本国外から来日した外国人は、大和民族が身分や男女の別なく文字が読める事を驚きと共に本国に伝えている。
今日では、漢字、仮名の他に企業名や単語の略称などにラテン文字が使われる機会も多い。さらに数字の表記には漢数字の他、アラビア数字、ローマ数字を使用していることも多い。近年では日本語を解さない、ポルトガル語、スペイン語、漢語を母語とする日系人の還流も多い。

## 宗教
大和民族の信仰は、土着の民族固有の信仰（古神道）が発展した神道、および外来宗教の仏教が多数派で、「神様、仏様」といった表現からもうかがえるように、日本人はこれら2つを混在して信仰している場合が多い（神仏習合）。現代では自身を無宗教とする者が非常に多い。他、日本の新宗教の信仰者も存在する。キリスト教、イスラム教は世界的に見ると非常に少ない。

## 文化
大和民族は、独自の文化を土台にして、他民族の文化・宗教を取り入れ、融合・発展させてきた民族。また、近代以降はアジア諸国を中心に他民族の文化に大きな影響を与えてもいる（日本化）。
特に中国の中華文化の影響は大きく、奴国は後漢に、また邪馬台国は魏や晋に、また倭の五王も東晋、宋、南斉、梁に使いを送り、その後も遣隋使や遣唐使を派遣し、中国大陸の進んだ技術や文化を貪欲に学んでいった。その一方で、大和民族は朝鮮半島やベトナムなど、他の中華文明圏とは違い、中国に直接支配された経験はなく、また海を隔てるという地理的要因から、受け入れた外国の文化（とりわけ中華文明）を独自に消化していく余裕があった。やがて、外国の文化と日本独自の文化が融合し、日本文化が生み出されていった。
16世紀、ポルトガル人などの西洋人来航により、日本人は西洋文明を初めて直接受け入れ、南蛮貿易を通じて受け入れたヨーロッパ文化を独自の日本的な形に昇華していった。

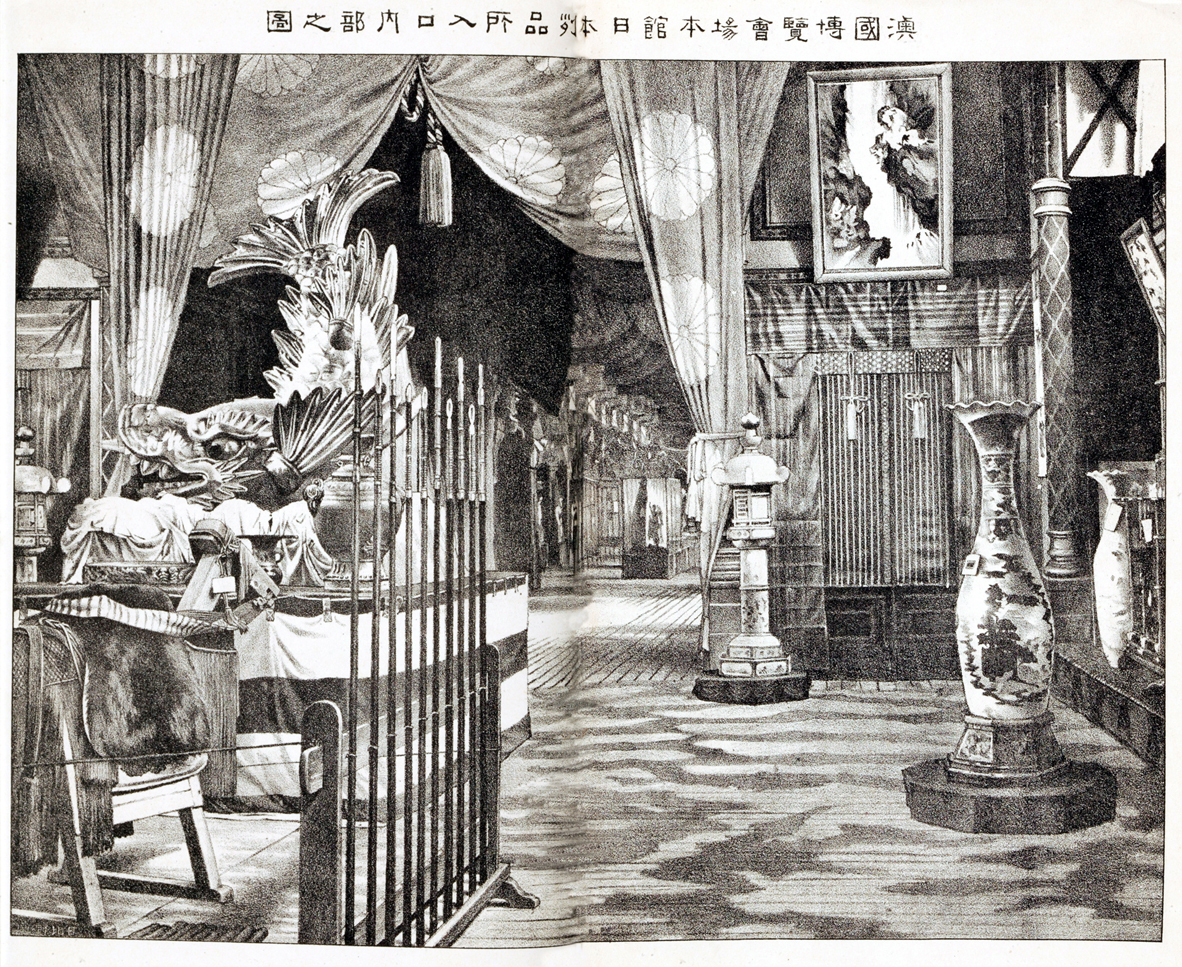
1873年ウィーン万博の日本館

幕末の条約港開港以降は、アメリカ・イギリスをはじめとする欧米から西洋の風習が日本に入り、それらは在来文化と融合し、変化・変質して独特な展開を遂げた。しかし、明治維新以降の西洋文明の流入（文明開化）はあまりに急激であり、欧化主義によって日本の文化を旧態依然の古い物とする考え方が登場し、伝統文化が危機に陥った事もあった。これは単なる外国崇拝だけではなく、当時の極端に低い日本の国際的地位を上げるための苦渋の決断という側面も強かった。例えば、鹿鳴館の建設理由や経緯などは、当時の日本人の欧米文化への複雑な感情を端的に示している。しかしながら日常生活では日本の旧来の文化が維持され、着物と洋服を着分けたり、着物しか着ない人などと様々であった。
日本の文化は欧米でも注目を浴び、19世紀後半には「ジャポニスム」という一種のブームを生んだ。現在でも独特の文化や料理は高く評価されている。
また、非欧米圏で初めて近代化に成功し、欧米から学んだ文化や技術を、日本独自で改良したり、新たな発明をする余裕が出てきた。
20世紀初めの日露戦争と第一次世界大戦を経て列強入りを果たし、世界へ大きな影響力を持つようになった。同時期に統治していた朝鮮半島や台湾ならびに 委任統治していた南洋諸島では、現地人（異民族）に対して「皇民化（台湾）」あるいは「皇民化教育」を行った。また、中国東北部に建国された満州国は、実際は日本による傀儡政権で、「五族協和」を謳いつつも、日本は文化面でも強い影響を与えている。
20世紀半ばに起こった日中戦争および太平洋戦争（大東亜戦争）では、中国の一部地域や東南アジア諸国を占領統治（軍政）し、これらの現地人（異民族）に対して日本語教育が行われた。こうして、かつてアジア諸国から影響を受けた日本の文化は、逆にアジア諸国へ強い影響を及ぼすようになっていった。
だが、太平洋戦争で日本は初めて他国に降伏し、連合国軍によって占領統治された。以降、21世紀前半の現代に至るまで、衣食住など多くの面で欧米（特に連合国の中心であったアメリカ）の影響を強く受けるようになり、第二次大戦以前の伝統的な生活習慣の多くが失われていった。
その一方、アニメや漫画、玩具やゲーム、おたくといったサブカルチャーが戦後発展している。21世紀初頭、これらのサブカルチャーが大衆にも認知されるようになり、日本政府も現代文化産業として認識し、「クールジャパン」と名付けて海外戦略として使うようになった。また、西洋やアジア諸国では、インターネットの発達に伴い、戦前からの古い文化のみならず、前述の現代文化産業も容易に知られるようになり、注目を浴びてきている。台湾と中国では「哈日族」と呼ばれる、日本の現代大衆文化を好む若年層が出現している。

## 歴史

### 前史

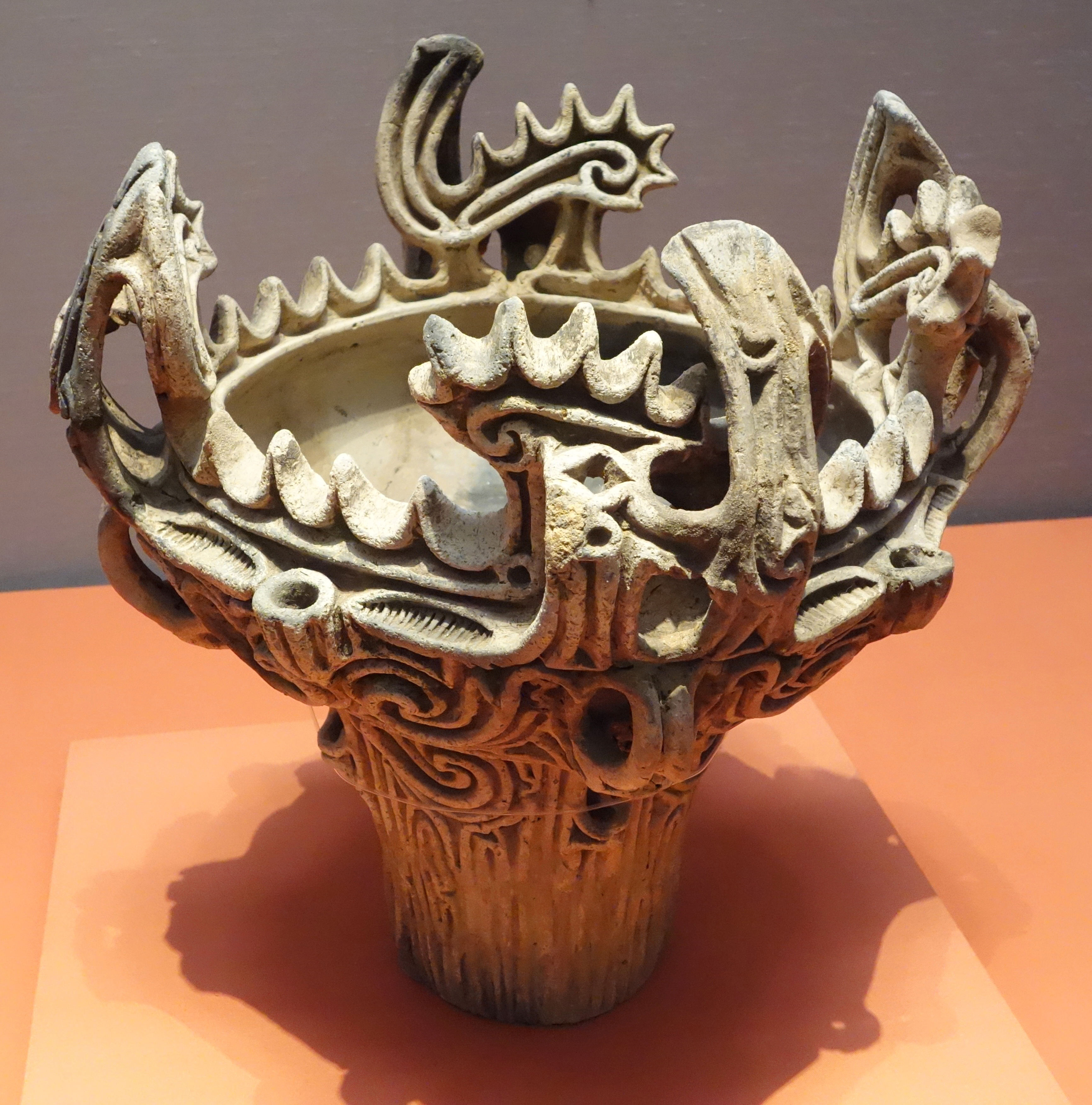
縄文土器

日本列島では、まだユーラシア大陸と陸続きの時代に石製加工具類が発掘されている。10万年前に最古の遺跡が見つかっているが、この時代の人類はデニソワ人などの旧人と考えられる。現生人類（ホモ・サピエンス）が最初に日本列島に到達したのは約3.6万年前と考えられる。ただし、火山を多く持つ日本列島は火山灰に覆われており、土壌が酸性であるため化石が残りにくくなっている。旧石器時代から人類がいた事を示す遺跡は、日本列島の各地に存在するが、人類の化石そのものは未だに発見されていない。1万数千年より前の旧石器時代人骨の発掘例は10例ほどだが、2010年（平成22年）2月4日、石垣島から初めて2万年前のものと見られる人骨が発見され、日本人の起源論の重要な手掛かりと見られている。この骨が発見された洞窟からは、2011年11月にさらに2万4000年前の人骨も見つかっている。
今日では、縄文時代の人骨のミトコンドリアDNA（母系）の調査結果では、ハプログループF、B、M7aなどの型があったことが知られており、これらに加え、ハプログループA (mtDNA)やハプログループG (mtDNA)などに代表されるシベリア北部の先住民に近い縄文人も確認されている。
ただし、大和民族の定義が大和王権の施政下の住民に限定されるのであれば、大和王権成立以前の人々を「大和民族」というのは適当ではない。現代において縄文人と称される縄文時代の日本列島の住民は形質的には現代日本人以上に均質であるが、列島全域において日本祖語に連なる言語が話されていたかは詳らかでなく、統一的な民族意識は存在しなかったと思われる。

### 有史
漢字が渡来するまでの文字は現在まで見つかっていないため、日本書紀や古事記が成立する以前の日本列島に居住していた人間に関すると思われる歴史の調査は、大陸の文献を参考にしたり、各地に残る神話や伝承の採取、発掘調査を行う他ない。大和民族について書かれた最も古い文書は、紀元前5世紀以降に書かれたと思われる『山海経』である。これによれば、当時の大和民族（倭）は、燕に属していたとある。ただし、山海経は大陸各地の伝説を集めた書物であり、歴史書としては信憑性に欠ける面がある。正規の歴史書に書かれたものとしては、論衡が最古であり、倭は周の時代（弥生時代）、大陸に交易していたとある。
他、有名なものとしては『三国志』中の「魏書」（全30巻）に書かれている東夷伝（東方異民族の列伝）にある倭人の記述、俗に言う魏志倭人伝である。ここで邪馬台国の記述が初めて登場し、倭人の風俗についても、これまでの文献からは比べ物にならないくらい詳細に書かれている。邪馬台国では米や雑穀、魚貝を食べ、犯罪や訴訟が少なく、長命で、上下の身分をわきまえ、集会では父子男女の区別がなく酒を好む、など現代の日本人の風俗に近い記述がある。ただし、これらは当時の中華民族による視点から書かれたものであり、倭人自身による歴史の記述は、さらに後のこととなる。
いずれにせよ、これらは断片的な記録であり、大和民族の連合政権とされるヤマト王権の成立過程は、明らかになっていない。

### 支配域の拡大と停滞

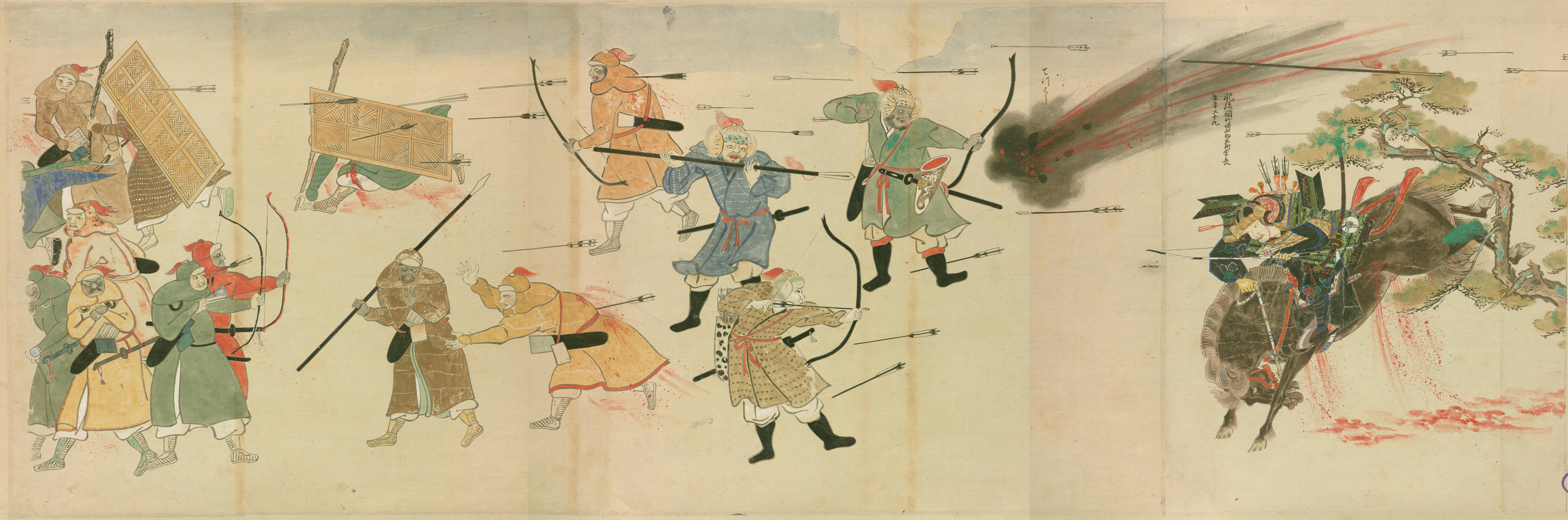
蒙古襲来絵詞

4世紀前半には、ヤマト王権は現在の南東北から北部九州までの地域を勢力下に置いていたようである。ただし、ヤマト王権は独自性を持った様々な部族の連合政権的な物だったらしく、ヤマト王権の支配域と当時の大和民族の分布域をイコールで結ぶことは必ずしも適切ではないかもしれないTemplate:主観。
5世紀には農業生産力が上がり国力が増大し、日本列島内で徐々に勢力を拡大していくようになる。
日本列島内には、王権の支配に従わない九州南部の隼人、東北以北の蝦夷などがいたが、隼人の反乱の鎮圧や征夷大将軍坂上田村麻呂の活躍、関東・北陸方面から東北地方への入植などにより、隼人は8世紀に、蝦夷は12世紀までに完全に大和民族に同化したとされる。これによって、本州・九州・四国の全域を大和民族が支配することとなった。
この間、百済滅亡によって亡命してきた百済人や、大和民族から招かれた仏教の僧侶や技術者など、大なり小なりユーラシア大陸から海を渡ってきた人々（渡来人または帰化人）もいた。ただし、彼ら移住者はそれぞれ少数であり、速やかに大和民族に統合・同化されたため、国内での大和民族の数的な優位性は変わらなかった。
また、元寇・白村江の戦いなど外国との戦争もあったが、領土の奪取、失陥を伴わず、特に大和民族の影響力を増大・減少させるものではなかった。大和民族は、遣隋使や遣唐使を派遣して、自ら海外の文化や技術を吸収していった。
13世紀以降は、鎌倉時代、南北朝時代、室町時代（中世）を通じて、大和民族の分布域は、北海道の渡島半島周辺に定着した（渡党を参照）が、拡大は停滞した。だが、独特の文化が国風文化として花開き、現在まで続く日本の文化もこの流れを汲むものが多い。

### 戦国時代の開国

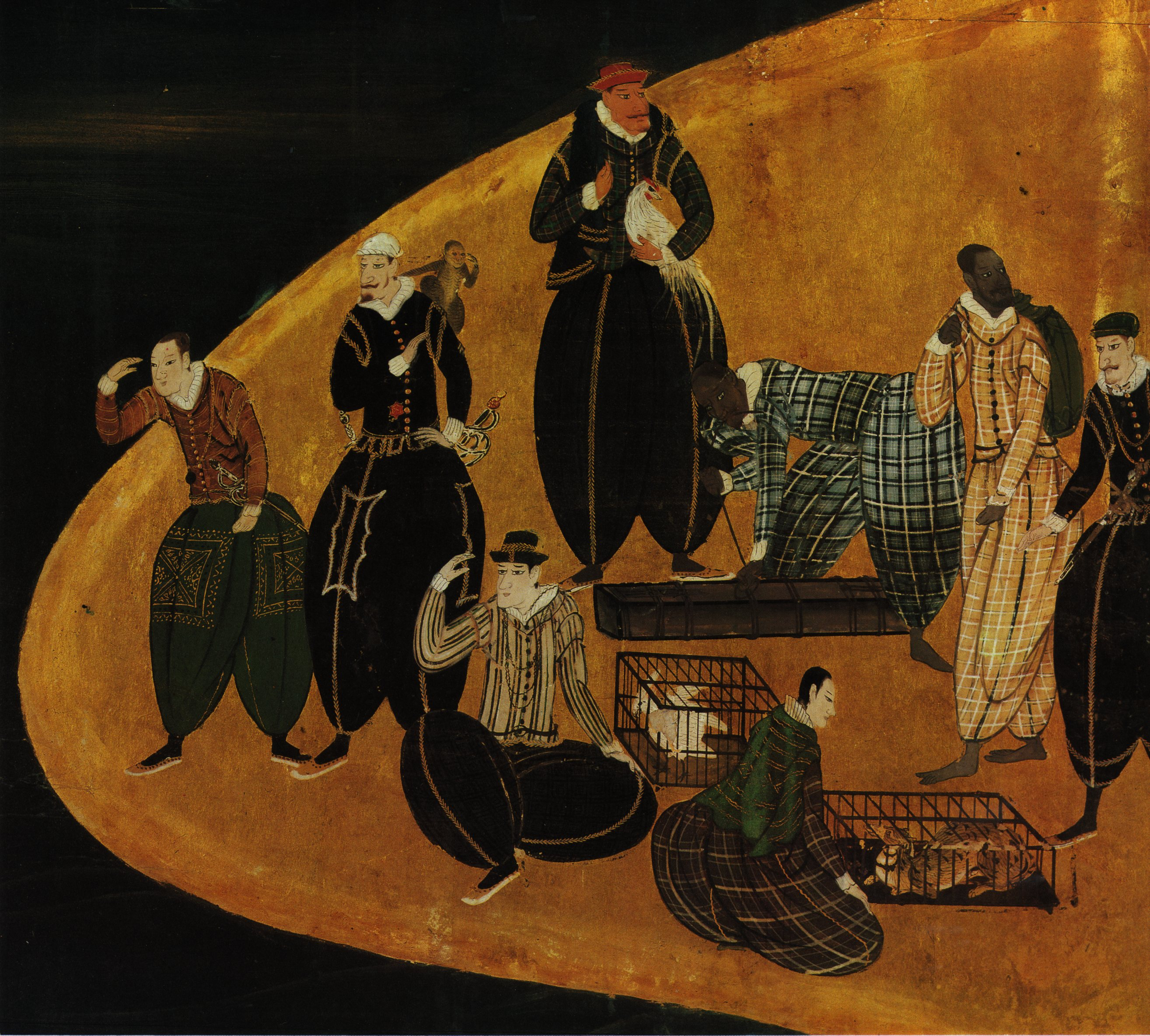
南蛮人（16-17世紀、狩野内膳画の南蛮屏風より）。戦国時代から、それまで日本にはほぼ存在しなかった白人や黒人と、大和民族は接触した。

この状況が一時的に崩れるのは戦国時代であり、大和民族は日本人として世界各国と貿易するようになり、これまでの価値観とは全く異なるものに触れるようになる。キリスト教が伝来して信者を集め、南蛮貿易を通じて伝わった鉄砲などの最新技術が全国へと普及した。
また、移民としても進出し、東南アジアではアユタヤ日本人町のように一定の基盤を持つ社会を構成した。さらには、支倉常長などのように遠くヨーロッパにも渡った者もいた。
豊臣秀吉によって天下統一が成されると、大和民族は中国大陸へと二度に渡って軍を進め、文禄・慶長の役を起こした。日本軍は一時は朝鮮半島のほぼ全域を征圧、朝鮮王室の王子二人（臨海君・順和君）を捕虜にするなど優勢であったが、明の援軍によって戦況は膠着状態となり、やがて豊臣秀吉の死によって戦争は終結、明と朝鮮国の征服は失敗した。

### 江戸時代の鎖国
日本国外への接触の動きは江戸幕府の「鎖国」政策の確立によって衰退することとなる。江戸時代には、統一権力としての江戸幕府が外交権を掌握し、キリシタン禁制や、国際紛争の悪影響の防止などの観点から、貿易や出入国の管理と統制を強化していき、最終的に「四つの口」(長崎-中国（明・清）とオランダ・対馬-朝鮮王朝・薩摩-琉球王国・松前-蝦夷地)で、異国や異域との貿易と出入国を管理・統制する体制を、家光の治世に到り完成させた。この体制は19世紀以降、欧米諸国の開港要求を拒否し、「祖法」として維持する観点から「鎖国」と呼ばれるようになる。
また、幕府は、国内においては、各々の身分の社会的分業による秩序の安定を実現させ、250年にわたる「泰平」を築いた。この間、社会は幕府の強大な支配に置かれて安定した社会が築かれ、経済活動が活発化して庶民が台頭、江戸・大坂・京都の三大都市を中心に町人文化が花開いた。
この「鎖国」体制の中で、一般の大和民族は海外への渡航は基本的に許されず、海外への大和民族の拡大は停止した。例外的に、船を頻繁に利用する商人や漁師などが、嵐や事故によって海外に漂流した事例や、犯罪者や冒険心に富んだ者が、幕府に捕まれば処罰される危険を承知で渡航した例がいくつかあるのみである。
一方、日本列島内での勢力拡大は徐々に続き、この時代の初期に、薩摩藩による琉球王国制圧が起こり、王国は事実上幕藩体制の支配下へと組み込まれた。蝦夷地（和人地を除く北海道、千島列島及び樺太）での勢力も増していき、北海道全域と南千島が大和民族の勢力下に置かれるようになった。
蝦夷地には先住民のアイヌが住んでいたが、大和民族の活発な経済活動と、松前藩による支配権確立は、彼らの生活を圧迫していくことになる。江戸時代の初期、この大和民族の勢力拡大に反対した一部のアイヌは、シャクシャインを指導者として、蝦夷地を支配していた松前藩とアイヌが衝突し、シャクシャインの戦いが発生した。戦いは3ヶ月ほど続いたが、最終的には松前藩および幕府の勝利で幕を下ろし、以後、アイヌは時折小規模な反乱を起こすものの大勢は変わらず、大和民族に支配され続けることとなる。

### 近代国家へ

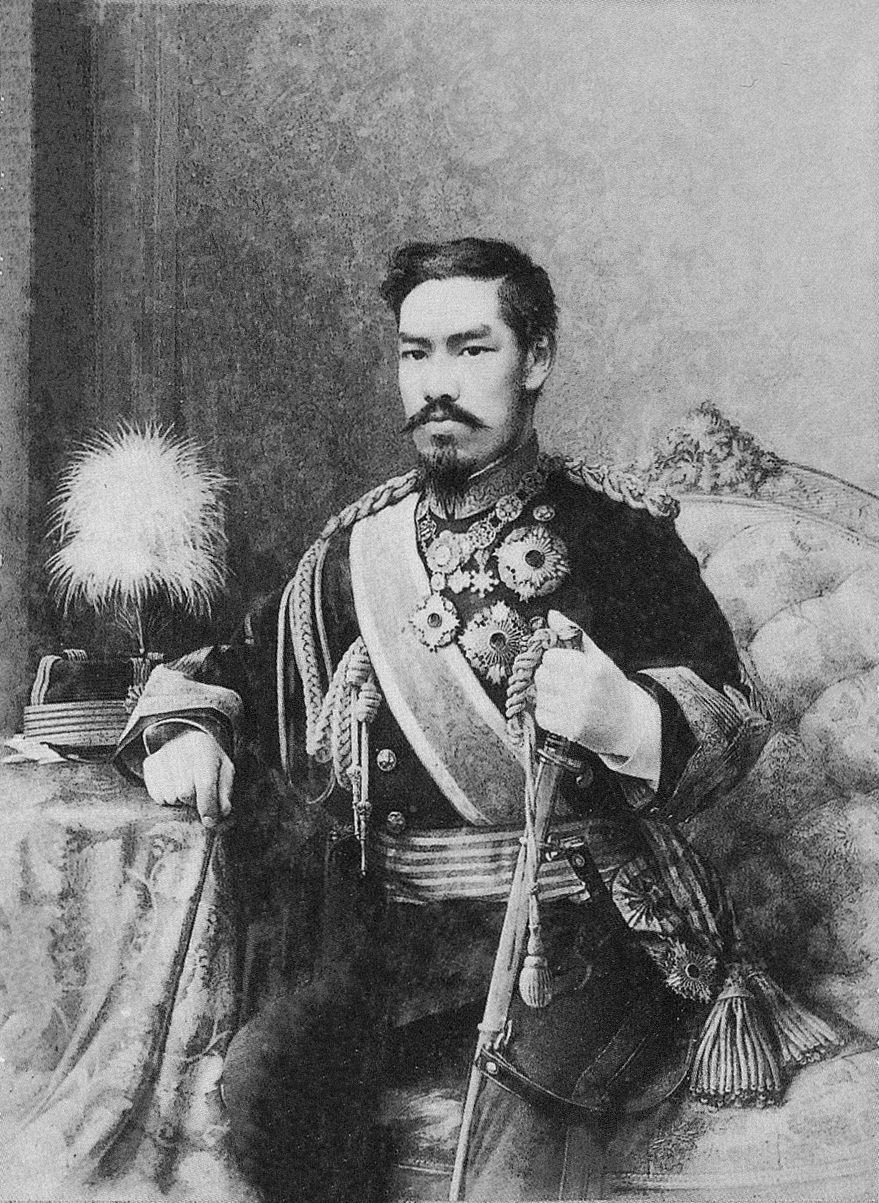
明治天皇

江戸幕府は様々な問題を抱えながらも、国内外は比較的平和の中にあったが、世界はヨーロッパを主体とする植民地獲得競争、帝国主義の時代となっていた。19世紀になると日本近海にロシアやアメリカを始めとする列強が頻繁に来航するようになる。
新たな時代にどう対応するか、日本国内は様々な主張が噴出し、やがてその中から幕府を打ち倒す勢力（薩摩藩や長州藩）が主体となって、幕府との間に戊辰戦争が発生した。これら一連の出来事は明治維新と呼ばれ、戦争は倒幕派が勝利し、江戸幕府は滅亡した。
明治維新によって新時代を迎えると、西洋列強を手本にした政府や軍隊を整備したり、従来の東アジア諸国との国際関係を近代的なものに再編するなど、近代的な国家運営を進め、近代国家として大日本帝国を成立させた。日本は、強大な西洋諸国に対抗する形で各国に経済的・軍事的に進出していった。また対外的にも、琉球列島や千島列島といった日本列島の付属島嶼や小笠原諸島の領有を確立し、現在の日本の領土をほぼ確定させた。他に、国策として日本国外への移民を奨励して、ブラジルやアメリカ、ペルー、カナダ、ハワイ、メキシコ、アルゼンチン、パラグアイなどに多数の移民が渡った。
明治・大正期以降、日本は日清・日露戦争や第一次世界大戦で世界の列強と争った。日清戦争での勝利、日露戦争での講和、第一次世界大戦における派兵、満州事変の結果、台湾を領有、大韓帝国を併合、南洋諸島を委任統治領とし、満州国を建国するなど、東アジア・ミクロネシア各地に急速に分布域を広げたために多民族国家となった。帝国主義から現地の住民との大小の衝突、時には反乱を起こされながらも、着実に支配を固め、社会基盤を築いていった。国際連盟の常任理事国にもなり、国際的地位も高まった。
この過程で、台湾や朝鮮から日本列島への他の民族の流入も起こった。さらに、第二次世界大戦においては大東亜共栄圏の構想を打ち出し、当時イギリスやオランダなどの列強が植民地化していた東南アジアに進軍し、欧米の占領軍を追い出して後釜に座る形でほぼ全域を影響下に置いた。

### 戦後
拡大路線は第二次世界大戦に敗北した事によって終わりを告げる。列島周辺の主権を失ったために、各地に移住していた日本人の大半は日本政府統治地域に再移住した（引揚者）。戦後、朝鮮、台湾などの統治権を失い、単一民族に近い国家に戻った日本は平和国家として再出発し、アメリカ合衆国の軍事的な保護のもと、急激に諸外国の文化（主にアメリカ文化）を吸収して経済発展（高度経済成長）を成し遂げ、経済大国となった。日本国の国力が世界有数になり、人口爆発も止まり、国策としての海外移民は終了し、集団での移民も見られなくなっているが、個人で海外に職を求めて出て行く人々は現在に至るまで多く存在している。逆に近年では、少子高齢化の影響から国策として移民の受け入れを唱える主張も一部には出てきている。